# كيري باتلر
كيري باتلر (بالإنجليزية: Kerry Butler)‏ هي مغنية وممثلة أمريكية، ولدت في 18 يونيو 1971 في بروكلين في الولايات المتحدة.

## ترشيحات
- جائزة توني عن فئة أفضل ممثلة في مسرحية موسيقية [الإنجليزية]‏ (2008)

## وصلات خارجية
- الموقع الرسمي
- كيري باتلر على موقع IMDb (الإنجليزية)
- كيري باتلر على موقع ميوزك برينز (الإنجليزية)
- كيري باتلر على موقع قاعدة بيانات برودواي على الإنترنت (الإنجليزية)
- كيري باتلر على موقع ديسكوغز (الإنجليزية)
- كيري باتلر على موقع قاعدة بيانات الفيلم (الإنجليزية)